# Sifaka Perriersův

Nákres obličeje a zobrazení sifaky Perriersova ve skoku

Sifaka Perriersův (Propithecus perrieri) je jedním z největších a nejvzácnějších lemurů, je ohrožen vyhynutím. Není nikde chován v zajetí a je nejméně prozkoumaným druhem rodu sifaka. Vyskytuje se pouze na malém území v severozápadním cípu Madagaskaru v rezervacích Analamerana a Ankarana a v přilehlých fragmentech suchého a ustupujícího lužního lesa v nadmořské výšce do 600 m. Žije v lesích s propojenými korunami stromů a množstvím dlouhých lián.
Až do nedávná byl sifaka Perriersův uznáván jako poddruh sifaky velkého (Propithecus diadema), ale po prozkoumání fylogetických vztahů a morfologických i genetických důkazů byl povýšen na samostatný druh.

## Popis
Rozdíl mezi samci a samicemi je na pohled téměř neznatelný. Mají černou, hustou a jemnou srst po celém těle, jen jejich tváře i skryté uši jsou holé. Samice bývají o něco těžší, váží v průměru 4,5 kg a samci 4,2 kg. Průměrná délka těla je 46 cm a ocasu 43 cm, silné nohy jsou delší než trup i paže. Malé oranžově červené oči mají posazeny vpředu obličeje.
Život sifaky Perriersova nebyl podrobně prozkoumán a proto část údajů o jeho chování a rozmnožování je uvedena podle sifaky velkého, za jehož poddruh byl dříve považován.

## Chování
Jsou to denní zvířata, která žijí ve skupinách o dvou až šesti jedincích. Vytvářejí si území (o velikosti do 30 hektarů) která se nepřekrývají a proto mezi tlupami nedochází ke vzájemné agresi, velikost areálu odvisí od úživnosti lesa. Žijí především na stromech, po kterých se pohybují přískoky ve vzpřímené poloze, tzv. lpěním. Po silných vodorovných větvích a stejně i po zemi se při cestováním k řece za vodou nebo při přechodech vymýcených území se pohybují po zadních končetinách.
Hlasem se příliš neprojevují, jen v případě nebezpečí vydávají silnější syčivé zvuky. Při hledání potravy udržuje skupina mezi sebou občasný kontakt tichým voláním, na krátké vzdálenosti spolu komunikují gesty a chemicky.
Strava těchto vegetariánů se skládá hlavně z různých listů (asi 50 %), plodů a květů. V období sucha slézají ze stromů a pijí vodu, potřebné minerální látky si doplňují lízáním hlíny.

## Rozmnožování
Ve vícečlenné tlupě se páří jen vedoucí samec a vedoucí samice. V letním období dochází u samic ke krátkodobé ovulaci (asi jen 10 hodin), která je oznamována otokem genitálií. Po pěti až šesti měsících březosti se obvykle v červnu nebo červenci rodí jeden potomek. Po porodu je mládě zavěšeno na břiše matky, za tři až čtyři týdny se již samo pohybuje a vozí se matce na zádech a ostatní členové skupiny ho opatrují. Kojeno je asi pět měsíců, matka o něj pečuje do stáří dvou let. Pohlavní dospělosti dosahují samice ve čtyřech a samci v pěti létech, jedinci se v přírodě dožívají průměrného věku 15 let.

## Ohrožení
Největším přirozeným predátorem jsou fosy, pro mláďata také orli a jestřábi. Nebezpeční jsou pro ně i místní obyvatelé, kteří je loví pro maso. Velmi zranitelní jsou při pohybu po zemi přes vymýcená území při cestě za vodou nebo potravou, tehdy se stávají kořisti zdivočelých psů.
Druh je nejvíce je ohrožen ztrátou životního prostředí. Na územích po kterých se sifaka Perriersův pohybuje jsou lesy velmi ničeny, jsou vypalovány a přeměňovány na pole a pastviny pro dobytek nebo mýceny pro dřevo na topení, pro stavebnictví i výrobu dřevěného uhlí.
Sifaka Perriersův je silně ohroženým druhem, ve volné přírodě žije asi jen 500 jedinců a z toho je asi 125 dospělců, tento počet má i ve výhledu klesající trend. Takové malé populaci hrozí velké riziko ze ztráty genetické variability, takže dlouhodobá životaschopnost tohoto druhu je diskutabilní. Je proto Mezinárodním svazem ochrany přírody (IUCN) hodnocen jako kriticky ohrožený druh (CR) a byl zařazen do přílohy č.  I CITES.